# Rassemblement de Kornet Chehwane
 (septembre 2016).
Si vous disposez d'ouvrages ou d'articles de référence ou si vous connaissez des sites web de qualité traitant du thème abordé ici, merci de compléter l'article en donnant les références utiles à sa vérifiabilité et en les liant à la section « Notes et références ».
Le rassemblement de Kornet Chehwan est un rassemblement de personnalités politiques libanaises chrétiennes, fondé en 2001 et parrainé par le Patriarche maronite Nasrallah Boutros Sfeir. Ce rassemblement a, comme son nom l'indique, eu lieu à Kornet Chehwan. Il s'était inscrit dans le cadre de l'opposition libanaise anti-syrienne.
Ce rassemblement éclata officieusement après les élections législatives de 2005, auxquelles un certain nombre de ses personnalités ont échoué à se faire élire, face aux listes du général Michel Aoun et de ses alliés dans les régions chrétiennes du Metn, Kesrouan, Jbeil et Zahlé.

## Membres
Membres actuels et anciens membres
- Samir Abdel-Malak (Bloc national, Maronite)
- Maged Eddy Abillama (Forces libanaises, Maronite)
- Elias Abou Assi (Parti national-libéral, Maronite)
- Jean Aziz[1]
- Jawad Boulos (Mouvement de l'indépendance (en), Maronite)
- Dory Chamoun (Parti national-libéral, Maronite)
- Harès Chébab (Ligue maronite, Maronite)
- Chakib Cortbawi (Bloc national, Maronite)
- Mansour el-Bone (Indépendant, Maronite)
- Youssef El Douaihy (Mouvement de l'indépendance (en), Maronite)
- Michel el-Khoury (Indépendant, Maronite)
- Samir Frangié (Indépendant, Maronite)
- Amine Gemayel (Phalanges libanaises, Maronite)
- Pierre Amine Gemayel (Phalanges libanaises, Maronite)
- Solange Gemayel (Phalanges libanaises, Maronite)
- Antoine Ghanem (Phalanges libanaises, Maronite)
- Farid Habib (Forces libanaises, Grec-orthodoxe)
- Boutros Harb (Indépendant, Maronite)
- Toufic Hindi (Forces libanaises, Syriaque orthodoxe)
- Salah Honein (Indépendant, Maronite)
- Simon Karam (Indépendant, Maronite, ancien ambassadeur du Liban à Washington)
- Elie Karamé (Phalanges libanaises, Melchite)
- Farid Elias Khazen (Indépendant, Maronite)
- Youssef Khoury (Courant patriotique libre, Maronite)
- Antoine Klimos (Bloc national, Maronite)
- Shakib Kortbawi (Bloc national, Maronite)
- Nassib Lahoud (Mouvement du renouveau démocratique, Maronite)
- Michel Moawad (en) (Mouvement de l'indépendance (en), Maronite)
- Nayla Moawad (Mouvement de l'indépendance (en), Maronite)
- Gabriel Murr (Indépendant, Grec-orthodoxe)
- Sami Nader (Courant patriotique libre, Maronite)
- Jad Nehmé (Indépendant, Maronite)
- Nadim Salem (Mouvement du renouveau démocratique, (Catholique grec)
- Salim Salhab (Bloc national, Maronite)
- Elias Skaff (Bloc populaire, Grec-melkite-catholique)
- Farès Souhaid (Indépendant, Maronite)
- Ghassan Tuéni (Indépendant, Grec-orthodoxe)
- Gébrane Tuéni (Indépendant, Grec-orthodoxe)
- Camille Ziadé[2] (Mouvement du renouveau démocratique, Maronite)